# Cleistanthus membranaceus
Cleistanthus membranaceus är en emblikaväxtart som beskrevs av Joseph Dalton Hooker. Cleistanthus membranaceus ingår i släktet Cleistanthus och familjen emblikaväxter. IUCN kategoriserar arten globalt som nära hotad. Inga underarter finns listade i Catalogue of Life.